# Johann Carl Gehler

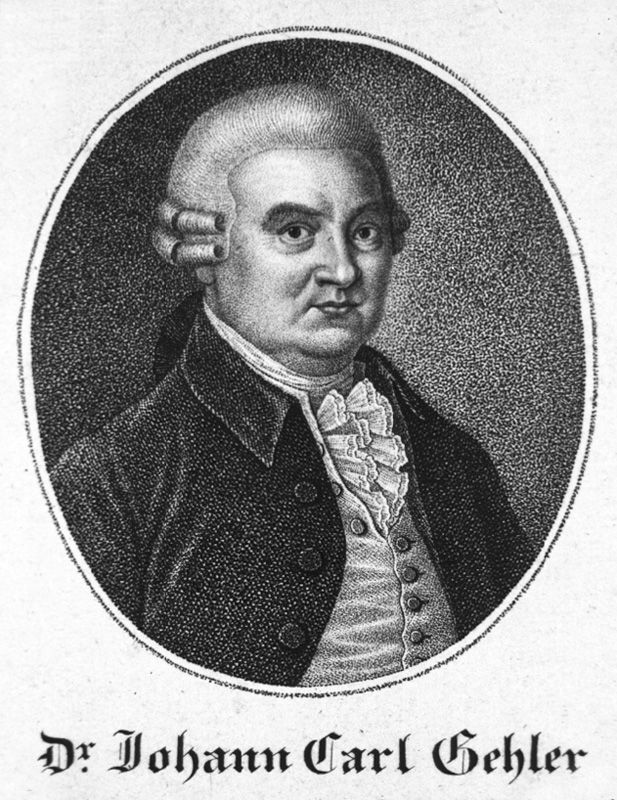

Johann Carl Gehler (* 17. Mai 1732 in Görlitz; † 6. Mai 1796), auch zitiert als Johann Karl Gehler, war ein deutscher Arzt, Anatom und Mineraloge.

## Leben
Johann Carl entstammte der Görlitzer Familie Gehler. Er wurde als Sohn des Bergmanns und Astronomen Johann Wilhelm Gehler und der Johanna Sophie (geb. Kober) geboren.
Er studierte in Leipzig Medizin als Schüler des Arztes und Botanikers Christian Gottlieb Ludwig (1709–1773) und promovierte dort im Jahre 1758. Neben seinen medizinischen Studien zeigte er bereits früh Interesse an der Mineralogie und veröffentlichte schon 1757 eine Arbeit über dieses Thema (De characteribus fossilium externis). Nach der Promotion begab er sich zunächst nach Freiberg, um seine mineralogischen Studien fortzuführen. Eine wissenschaftliche Reise führte ihn danach durch Deutschland und die Schweiz, bis er in Straßburg Unterricht in Geburtshilfe bei Johann Jakob Fried (1689–1769) nahm.
Nach seiner Rückkehr nach Freiberg habilitierte er sich zum Dozenten der Mineralogie und führte die ersten mineralogischen Vorlesungen an der Universität Leipzig ein. Zugleich führte er eine Praxis der Geburtshilfe und wurde 1759 zum Stadt-Geburtshelfer ernannt. 1762 wurde er zum Professor extraordinarius der Botanik berufen. 1773 übernahm er den Lehrstuhl für Physiologie, 1780 den der Anatomie und Chirurgie, und 1789 wurde er Professor der praktischen Medizin. Gehler war im Wintersemester 1790 Rektor der Universität Leipzig.
Zu seinen Schülern zählte der Mineraloge Abraham Gottlob Werner.

## Werke (Auswahl)
- Kleine Schriften, die Entbindungskunst betreffend. 2 Bände. aus dem Lateinischen übersetzt von Kühn. Leipzig 1798.
- Erläuterte Experimental-Chimie. 1776. (online)